# Nationals de Washington (NA)
Ne doit pas être confondu avec Nationals de Washington.
Les Nationals de Washington (en anglais : Washington Nationals) sont un club de baseball basé à Washington (États-Unis) fondé en 1859 et qui opère en National Association en 1871, 1872 et 1875.

## Histoire
Le club est fondé en novembre 1859 quelques semaines après le Potomac Club, premier club de baseball de la capitale américaine. Ces deux clubs sont créés par des employés du gouvernement fédéral. Pendant la Guerre de secession, le club survit tant bien que mal. En 1865, un tournoi oppose à Washington les Nationals, les Atlantics de Brooklyn et les Athletics de Philadelphie. 6000 spectateurs se pressent au stade, et le président des États-Unis assiste pour la première fois à une rencontre opposant des formations de villes différentes.
En 1867, les Nationals effectuent une tournée de trois semaines dans le Midwest avec des étapes à Columbus, Louisville, Indianapolis, Saint-Louis, Rockford et Chicago. Lors de cette tournée qui connait un bon succès, les Nationals s'imposent à chaque fois, sauf contre Rockford. Face aux Red Stockings de Cincinnati, les Nationals gagnent par 53 à 10.
Sous l'ère amateur, les joueurs des Nationals sont tous des fonctionnaires du gouvernement fédéral. Dans certains cas, il s'agit d'amateurisme marron. Le cas le plus fameux concerne l'arrêt-court George Wright, transféré en provenance des Gothams de New York contre la promesse d'un emploi de fonctionnaire. L'adresse du bureau où il est affecté est en fait celle d'un parc public.
En mars 1870, les Washington Nationals font partie des dix clubs fondateurs de la National Association of Professional Base Ball Players (NAPBBP), première Ligue majeure de l'histoire.
En 1871, les Nationals disputent quelques matches du championnat de la NAPBBP avant de se retrouver exclu de la Ligue : les dirigeants refusaient de payer les 10 dollars nécessaires à l'engagement de l'équipe. Les résultats enregistrés sont annulés au milieu du mois de juillet 1871 et les Nationals n'apparaissent donc pas dans le classement final
La saison suivante, les dirigeants acceptent de payer l'engagement de l'équipe. Les résultats enregistrés sont catastrophiques (11 défaites et aucune victoire), aussi, le club préfère ne pas renouveler l'expérience.
De retour en NAPBBP en 1875, les Nationals ne disputent qu'une partie de la saison.
L'histoire du club est obscure après cette saison 1875. D'autres clubs reprennent le nom de Nationals : Nationals de Washington (AA) (1884), Nationals de Washington (UA) (1884) et actuels Nationals de Washington (depuis 2005).

## Saison par saison
| Saison | Ligue  | Saison régulière | Saison régulière | Saison régulière | Saison régulière |
| Saison | Ligue  | Class.           | Vic.             | Déf.             | %Vic.            |
| 1871   | NAPBBP | exclu            | -                | -                | -                |
| 1872   | NAPBBP | 10e              | 0                | 11               | 0,000            |
| 1875   | NAPBBP | 9e               | 5                | 23               | 0,179            |